# Jaime Ray Newman
Pour les articles homonymes, voir Newman.
 (juillet 2020).
Si vous disposez d'ouvrages ou d'articles de référence ou si vous connaissez des sites web de qualité traitant du thème abordé ici, merci de compléter l'article en donnant les références utiles à sa vérifiabilité et en les liant à la section « Notes et références ».
Jaime Ray Newman née le 2 avril 1978 à Farmington Hills, (Michigan, États-Unis), est une actrice, productrice et chanteuse américaine.

## Biographie
Née dans une famille juive du Michigan de Marsha Jo et Rapahel Newman. Elle commence à faire de la scène à l'âge de 11 ans en prenant part à la première de la pièce d'Israël Horovitz, A Rosen by Any Other Name. Elle travaille alors de manière constante aux alentours de Détroit au sein de plusieurs compagnies de théâtre régionales. Elle fait son éducation primaire à l'école juive Hillel Day School of Metropolitan Detroit où elle interprétera le rôle d'Ado Annie Carnes dans la comédie musicale Oklahoma ! lors de sa huitième année scolaire.
Après Hillel, elle poursuit son éducation secondaire à la Cranbrook Kingswood School de Bloomfield Hills (que fréquenta également l'actrice Selma Blair) et passe ses étés au Interlochen Center for the Arts (« Centre pour les arts Interlochen ») où elle remporte le Prix Corson de la meilleure actrice. Alors qu'elle étudie toujours à Cranbrook, elle remporte pendant trois années consécutives la première place de la Michigan Interscholastic Forensic Association lors d'une compétition de jeu dramatique à l'échelle de l'État. À l'âge de 16 ans, Newman fonde les Apollo Theatre Productions. Elle loue un théâtre, engage un metteur en scène connu localement, des acteurs professionnels et une équipe de production afin de mettre sur pied leur premier spectacle, dont elle est à la fois productrice et réalisatrice. Le spectacle est si bien accueilli qu'elle en produira deux autres l'année suivante. Elle termine ses études à Cranbrook Kingswood en 1996.
Elle fréquente par la suite le conservatoire d'art dramatique (School for the Arts) de l'Université de Boston pendant deux ans avant de passer à l'Université du Northwestern, avec l'anglais et le théâtre comme disciplines principales. À Northwestern, elle fonde l'Ignition Festival for Women in the Arts (« Festival pour les femmes dans les arts Allumage »), à travers lequel elle produit et joue dans How I Learned To Drive (Comment j'ai appris à conduire) de Paula Vogel, une pièce récipiendaire du Prix Pulitzer. Elle se découvre également une passion pour la musique ; alors qu'elle habite Chicago, elle joue avec son propre quartette de jazz en compagnie du populaire groupe funk, Sweet Sweet Candy.

## Carrière

### Los Angeles
Elle déménage officiellement à Los Angeles en septembre 2000. Elle gagne sa vie en jouant avec son quartette tout en obtenant des rôles dans plusieurs courts métrages et en apparaissant sur Le Drew Carey Show. Peu après son arrivée, elle décroche le rôle de Kristina Cassadine au sein du feuilleton télévisé Hôpital central tout en poursuivant sa carrière musicale par l'entremise de son cover band, School Boy Crush. Elle obtient un rôle dans le film Arrête-moi si tu peux de Steven Spielberg en 2002.
En janvier 2003, elle partage la vedette avec David Schwimmer, Jonathan Silverman et Tom Everett Scott dans la pièce Turnaround (Revirement) de Roger Kumble, une satire noire d'Hollywood. La pièce retient grandement l'attention dans les environs de Los Angeles et tient l'affiche à guichet fermé pendant près de quatre mois.
En octobre 2006, elle commence une apparition remarquée sur huit épisodes dans la série télévisée Veronica Mars de la chaîne The CW. Elle devient également l'un des personnages préférés du public de la série Stargate Atlantis grâce à son interprétation du lieutenant Laura Cadman. En compagnie de son collègue de Stargate Michael Shanks, elle tient la vedette dans le téléfilm Under the Mistletoe (Sous le gui) lors de la saison des fêtes 2006. D'autres apparitions notables durant la même période incluent les séries DOS : Division des opérations spéciales, Heroes, Supernatural, Related, Les Experts, Médium, Nip/Tuck et Mental.
Elle a partagé la vedette avec Rebecca Romijn, Lindsay Price et Paul Gross dans la série Les Mystères d'Eastwick, interprétant Kat Gardener, une infirmière et mère de cinq enfants qui découvre ses pouvoirs magiques. En 2010, elle a tenu d'importants rôles dans les séries Eureka et Drop Dead Diva, incarnant respectivement la docteure Tess Fontana et l'avocate Vanessa Hemmings.
En 2013, elle joue avec Radha Mitchell dans la mini-série d'ABC, Red Widow et joue dans le thriller Altered Minds (en). En mai 2014, elle joue dans épisode de la série Franklin and Bash puis obtient un rôle régulier dans Mind Games aux côtés de Christian Slater et Steve Zahn. En août, elle est choisie pour jouer dans Harry Bosch. L'année suivante, Jaime Ray Newman obtient un rôle régulier dans Wicked City avant de rejoindre le casting de Bates Motel en décembre.
En 2016, elle rejoint le casting de la cinquième saison de la série de TNT Major Crimes. L'année suivante, elle obtient le rôle de Sarah Lieberman dans la série Marvel de Netflix, The Punisher puis le rôle de Irene McAllistair dans la saison trois de la série The Magicians.
En 2018, elle produit son premier court métrage, Skin, réalisé par son époux Guy Nattiv.

## Vie personnelle
Le 2 avril 2012, elle a épousé le réalisateur israélien Guy Nattiv. Malheureusement, le couple a perdu en 2013 une petite fille mort-née. 
En septembre 2018, ils ont accueilli par le biais d'une mère porteuse, une petite fille prénommée Alma Ness. Ness signifie miracle en hébreu. 
En 2019, ils accueillent leur deuxième fille, par le biais d'une mère porteuse, Mila Nico. 

## Filmographie

### Cinéma

#### Longs métrages
- 2000 : Full Blast : Bo
- 2002 : The Violent Kind : Amanda
- 2002 : Arrête-moi si tu peux (Catch Me If You Can) de Steven Spielberg : Monica
- 2005 : Living 'til the End : Audrey Gersons
- 2005 : La rumeur court… (Rumor Has It…) : conférencier Greeter
- 2007 : LA Blues : ex-femme de Jack
- 2007 : Live ! : présentatrice
- 2007 : Sex and Breakfast : Betty
- 2008 : Le Témoin amoureux (Made of Honor) : Ariel - Bakery Date
- 2008 : A Line in the Sand : Ann Marie
- 2012 : Rubberneck : Danielle Jenkins
- 2013 : Altered Minds : Julie
- 2013 : The Gauntlet : Emma
- 2013 : Tarzan : Alice Greystoke (voix)
- 2016 : A New York Christmas : Susan Clark
- 2017 : Valley of the Gods : Laura Ecas
- 2018 : Skin de Guy Nattiv : Melissa Frye
- 2019 : Valley of the Gods (en) : Laura Ecas
- 2020 : MK Ultra : Rose Strauss
- 2023 : Tatami de Zar Amir Ebrahimi, Guy Nattiv : Stacey Travis

### Courts métrages
- 2002 : Star Quality : Katie Swellhead
- 2005 : Lonesome Matador : Emily
- 2007 : Raw Footage : Rachel Graham
- 2009 : Logorama : Dispatch Girl - Radio (voix)
- 2016 : Heirloom : Dr McKoy

### Télévision

#### Séries télévisées
- 2001 : Le Drew Carey Show (The Drew Carey Show) : Tina
- 2002 - 2003 : Hôpital central (General Hospital) : Kristina Cassadine
- 2003 : Happy Family : Amanda
- 2003 / 2009 : Les Experts (CSI : Las Vegas) : Julie Waters / Melinda Carver
- 2005 : Supernatural : Amanda Walker
- 2005 : Stargate Atlantis : Lieutenant Laura Cadman
- 2006 : DOS : Division des opérations spéciales (E-Ring) : Natalie Hughes
- 2006 : Preuve à l'appui (Crossing Jordan) : Capitaine Gwen Osbourne
- 2006 : Bones : Stacy Goodyear
- 2006 : Related : Kylie Stewart
- 2006 : Médium : Angela Saunders / Jade
- 2006 - 2007 : Veronica Mars : Mindy O'Dell
- 2007 : Esprits criminels (Criminal Minds) : Lacy Kyle
- 2007 : Heroes : Victoria Pratt jeune
- 2008 : Retour à Lincoln Heights (Lincoln Heights) : Sabrina Gasper
- 2008 : Leverage : Aimee Martin
- 2009 : Nip/Tuck : Daphne Pendell
- 2009 : Mental : Zan Avidan
- 2009 - 2010 : Les Mystères d'Eastwick (Eastwick) : Kat Gardener
- 2009 - 2010 : Eureka : Tess Fontana
- 2010 - 2011 : Life Unexpected : Julia
- 2010 - 2013 : Drop Dead Diva (10 épisodes) : Vanessa Hemmings
- 2011 : NCIS : Enquêtes spéciales (NCIS) : Lieutenant Melanie Burke
- 2011 : Royal Pains : Stacey Saxe
- 2011 - 2012 : Grimm : Angelina Lasser
- 2011 - 2012 : Les Experts : Manhattan (CSI : Manhattan) : Claire Taylor
- 2012 : Castle : Holly Franklin
- 2013 : Red Widow : Kat Petrova
- 2014 : Mind Games : Sam Gordon
- 2014 : Franklin and Bash : Cheryl Koch
- 2015 : Harry Bosch (Bosch) : Laura Kell
- 2015 : Satisfaction (en) : Kate
- 2015 : Wicked City : Allison Roth
- 2016 : Bates Motel : Rebecca Hamilton
- 2016 : Major Crimes : Wildred Darnell
- 2017 : The Punisher : Sarah Lieberman
- 2018 : The Magicians : Irène McAllister
- 2018 : Midnight, Texas : Patience Lucero
- 2020 : Little Fires Everywhere : Elizabeth Manwill
- 2020 : Deputy : D.A. Carol Riley

#### Téléfilms
- 2004 : Trois filles, trois mariages, un tour du monde! (Wedding Daze) : Teri Landry
- 2005 : McBride: Murder Past Midnight : Emily Harriman
- 2006 : En attendant l'âme sœur (Under the Mistletoe) : Susan Chandler
- 2006 : Hollis & Rae : Hollis Chandler
- 2007 : Marlowe : Tracy Faye
- 2007 : I'm Paige Wilson : Paige Wilson